# Thesium arvense
Thesium arvense là một loài thực vật có hoa trong họ Santalaceae. Loài này được Horv. miêu tả khoa học đầu tiên năm 1774.

## Hình ảnh

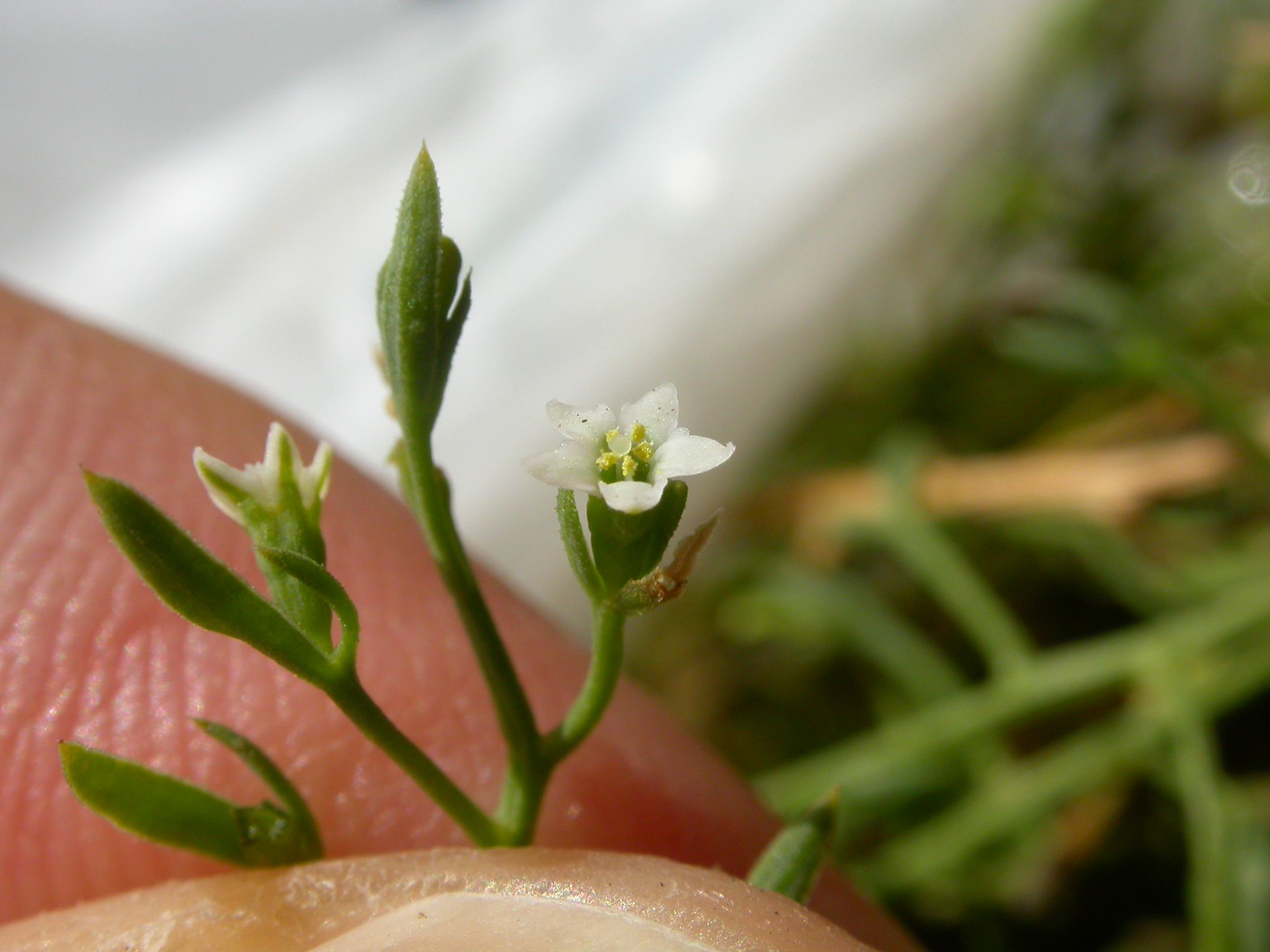
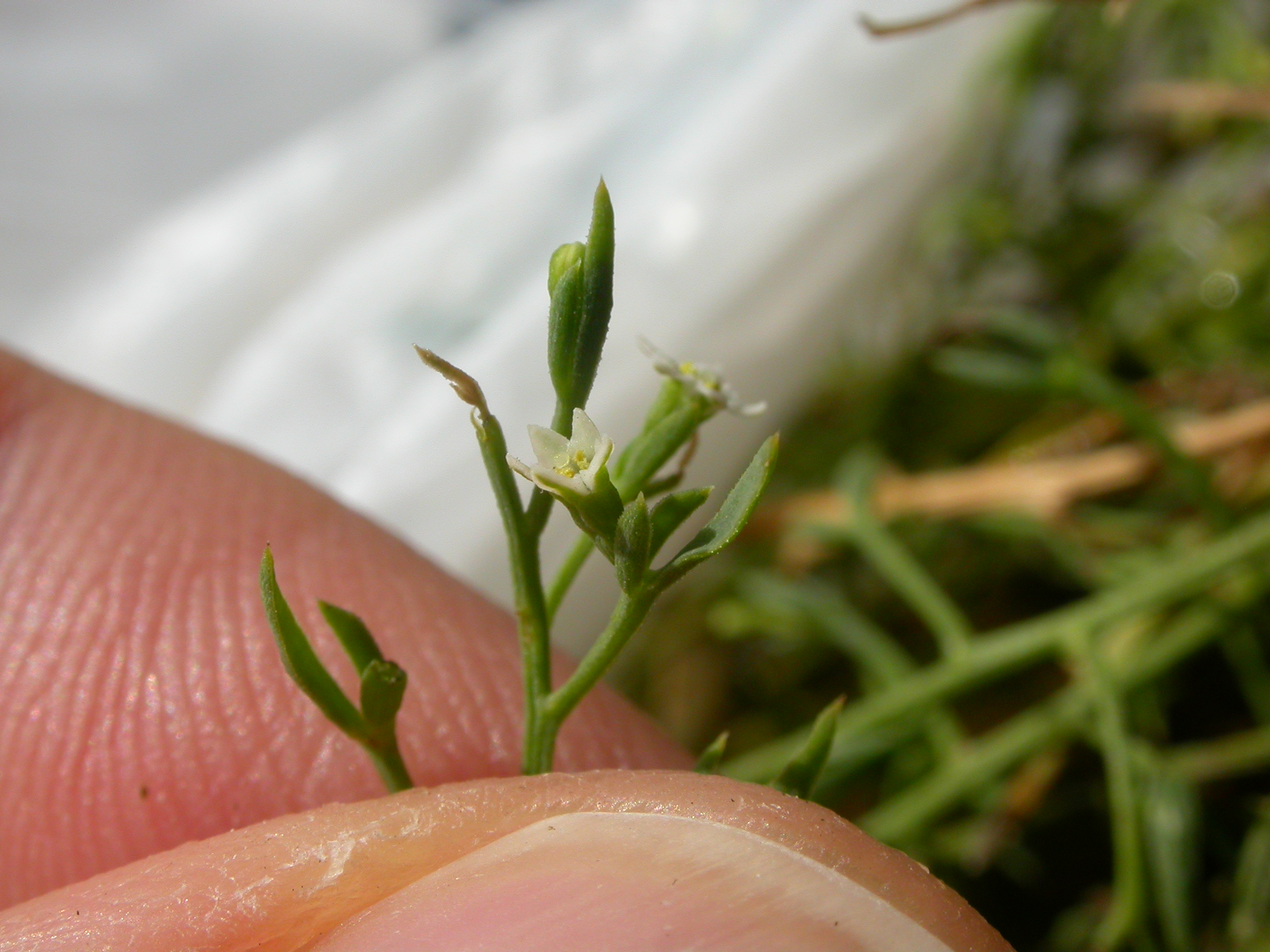
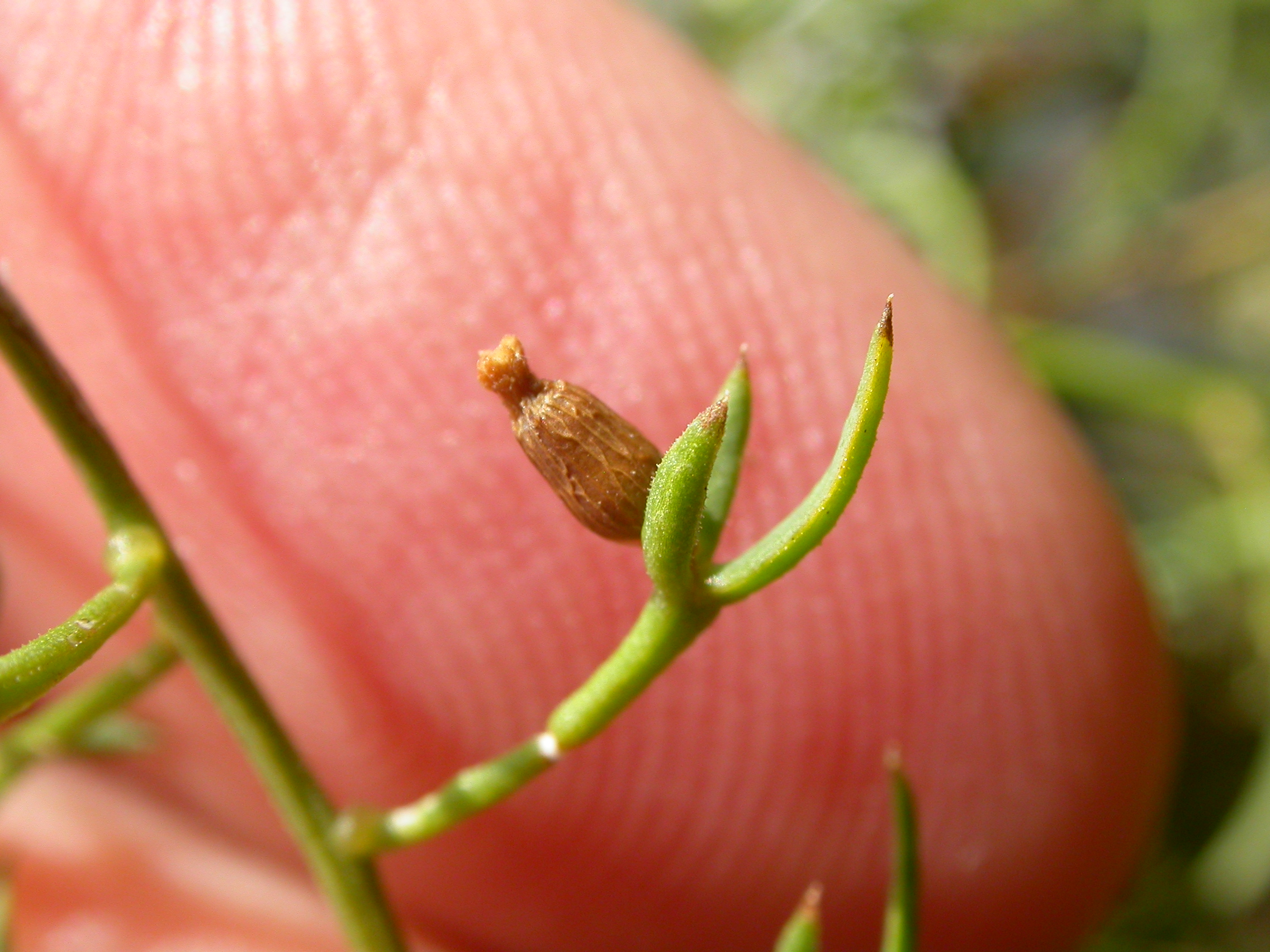
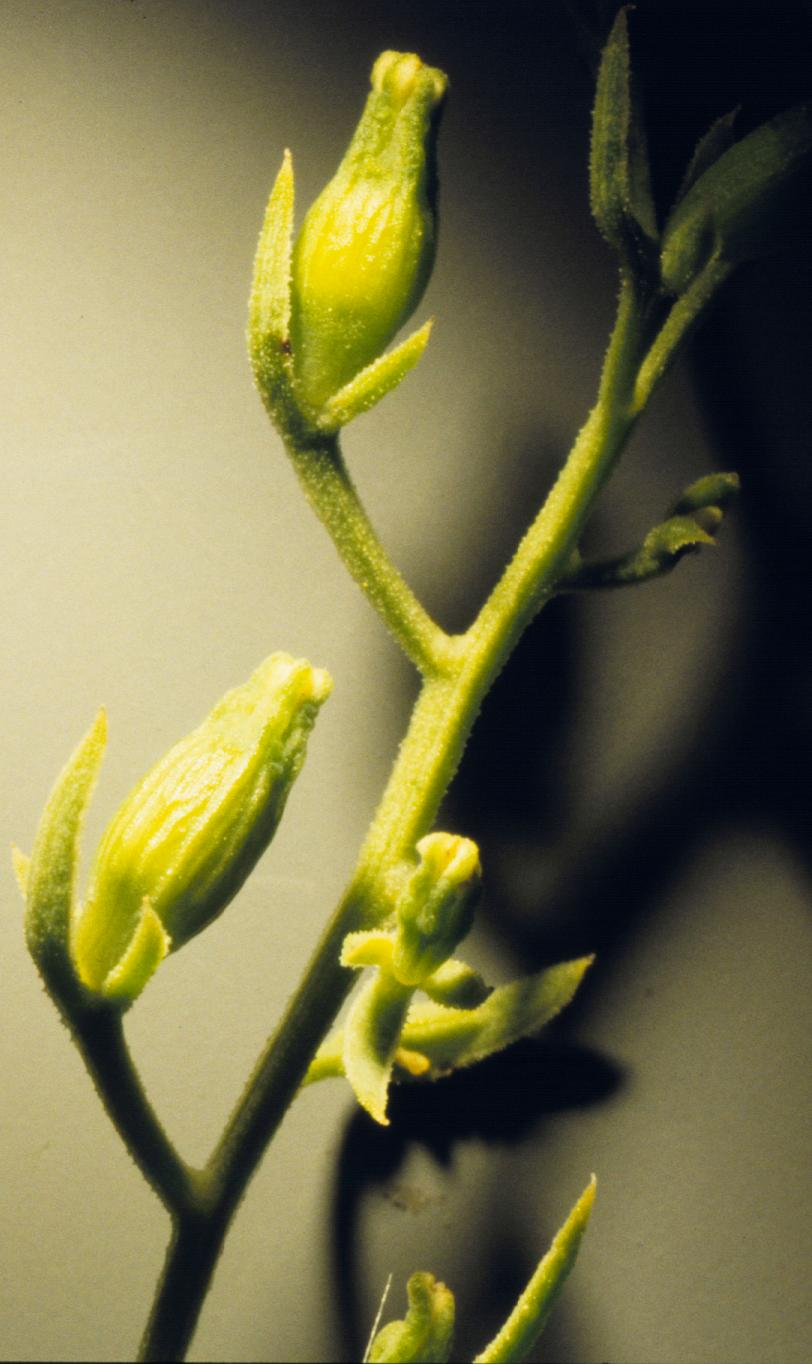